# Nizina Południowopodlaska

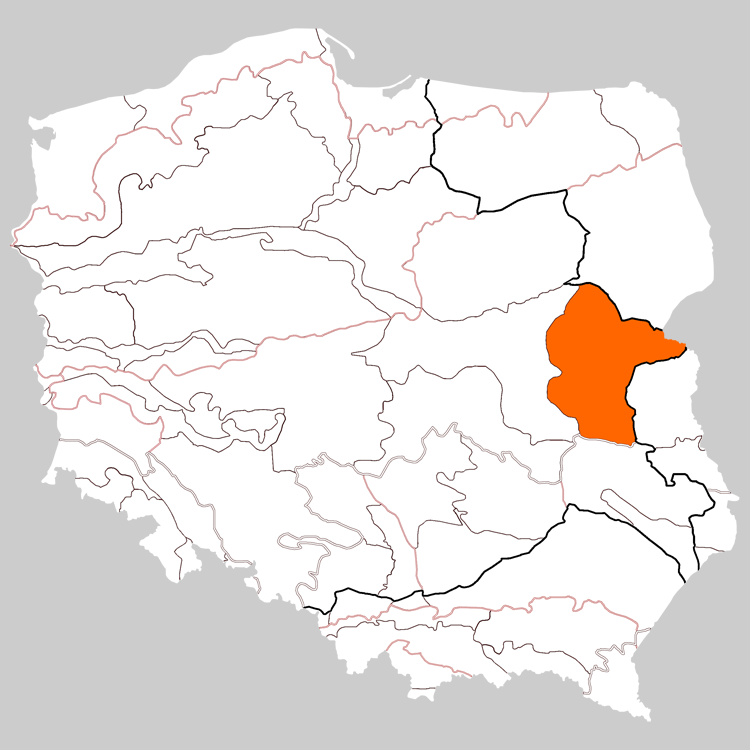
Lage der Region Nizina Południowopodlaska in Polen

Die Nizina Południowopodlaska (deutsch: Südpodlachische Tiefebene) mit der Nummer 318.9 in der Geomorphologischen Einteilung Polens ist eine Makroregion im östlichen Polen. Sie gehört zur Metaregion Pozaalpejska Europa Środkowa.

## Geographie
Die wichtigsten Städte auf der Nizina Południowopodlaska sind:
- Siedlce
- Biała Podlaska
- Mińsk Mazowiecki
- Łuków
- Sokołów Podlaski
- Radzyń Podlaski
- Lubartów

## Unterteilung
1. Podlaski Przełom Bugu
2. Wysoczyzna Siedlecka
3. Obniżenie Węgrowskie
4. Wysoczyzna Kałuszyńska
5. Wysoczyzna Żelechowska
6. Równina Łukowska
7. Pradolina Wieprza
8. Wysoczyzna Lubartowska

## Nachweise
- Jerzy Kondracki: Geografia regionalna Polski. Warszawa: Wydawnictwo Naukowe PWN, 2000, S. 39.